# Marsch für die Familie

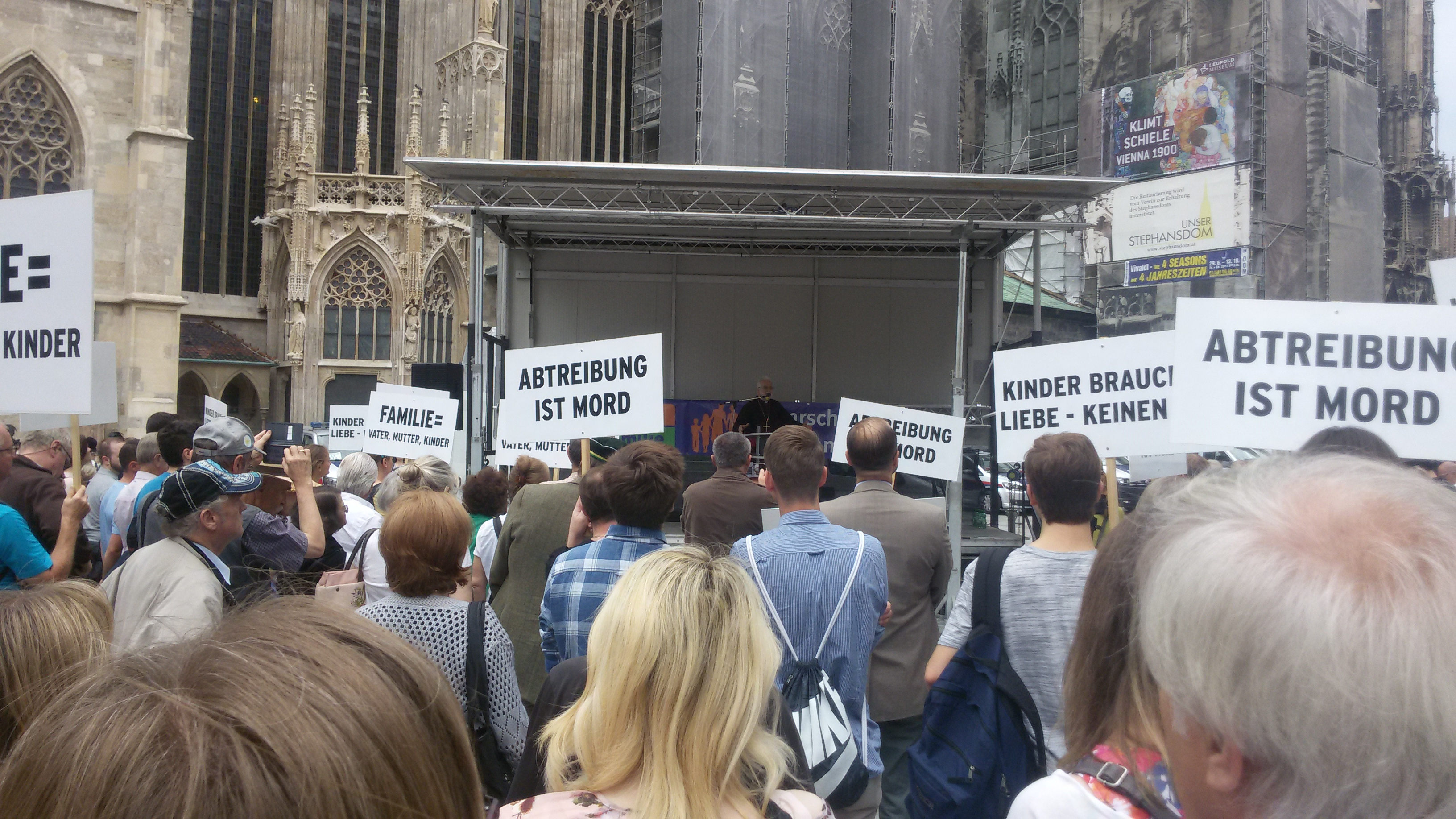
Marsch für die Familie 2018

Der Marsch für die Familie ist eine Demonstration, die von 2012 bis 2023 jährlich als zeitgleiche Gegenveranstaltung zur Regenbogenparade in Wien durchgeführt wurde.
Organisiert wurde die Veranstaltung von der „Plattform Familie“, zu der diverse Gruppen wie z. B. der Verein „Pro Vita“, der Wiener Akademikerbund, die Christenpartei Oberösterreich, der Verein Okzident und Human Life International gehören. Die unterstützenden Vereine stehen mehrheitlich einem konservativen Christentum, teilweise aber auch der Neuen Rechten nahe.
Die Kundgebung richtete sich nach eigenen Angaben gegen Gender-Mainstreaming, Abtreibung, die gleichgeschlechtliche Ehe, ein Adoptionsrecht für gleichgeschlechtliche Paare und Frühsexualisierung. Man propagierte stattdessen ein traditionelles Familienbild und heteronormative Geschlechterrollen.
Als Redner sind bisher u. a. Ján Čarnogurský, Marcus Franz, Ursula Stenzel, Alfons Adam, Georg Immanuel Nagel, Emanuel Aydin, Weihbischof Andreas Laun, Martin Lohmann, Heinrich Wohlmeyer und Christian Zeitz aufgetreten.